# لنتیلیو کراسنی
لنتیلیو کراسنی (به انگلیسی: Llantilio Crossenny) یک منطقهٔ مسکونی در بریتانیا است که در مونموت‌شر واقع شده‌است. لنتیلیو کراسنی ۷۳۱ نفر جمعیت دارد.